# 工藤義雄
工藤 義雄（くどう よしお、1885年（明治18年）1月7日 - 1940年（昭和15年）11月30日）は、日本の陸軍軍人。最終階級は陸軍少将。

## 経歴
岡山県出身。工藤敏夫の二男として生まれる。岡山中学校（現岡山県立岡山朝日高等学校）、広島陸軍地方幼年学校、陸軍中央幼年学校を経て、1905年（明治38年）3月、陸軍士官学校（17期）を卒業し、翌月、歩兵少尉に任官し歩兵第11連隊付となる。1915年（大正4年）12月、陸軍大学校（27期）を卒業した。
1916年（大正5年）12月、教育総監部付となり、同課員、陸軍兵器本廠付兼陸軍省軍務局課員、軍務局課員兼参謀本部員、歩兵第9連隊大隊長、同連隊付、陸士教官、参謀本部員などを務め、1928年（昭和3年）8月、歩兵大佐に昇進し歩兵第6連隊長に就任。教育総監部庶務課長、同第2課長を経て、1933年（昭和8年）8月、陸軍少将に進級し兵器本廠付となる。兵器本廠付（軍事調査部長）を経て、1935年（昭和10年）3月、歩兵第2旅団長に転じた。二・二六事件により1936年（昭和11年）3月、待命となり、同年7月、予備役に編入された。
日中戦争の勃発により、1937年（昭和12年）9月、召集を受け歩兵第102旅団長に就任。武漢作戦などに参戦した。1938年（昭和13年）11月、召集解除となった。その後、満州国赤十字社理事長を務めた。